# Liste der Einträge im National Register of Historic Places im Clayton County (Iowa)
Die Liste der Einträge im National Register of Historic Places im Clayton County in Iowa führt die Bauwerke und historischen Stätten im Clayton County auf, die in das National Register of Historic Places aufgenommen wurden.
| [ 2 ] | Name                                                             | Bild                                                             | Eintragsdatum        | Lage | Ort                | Beschreibung                                           |
| ----- | ---------------------------------------------------------------- | ---------------------------------------------------------------- | -------------------- | --- | ------------------ | ------------------------------------------------------ |
| 1     | Albertus Building                                                | Albertus Building                                                | 1979 ID-Nr. 79000891 | 222 Park River Drive 42° 47′ 3″ N, 91° 5′ 47″ W | Guttenberg         |                                                        |
| 2     | American House                                                   | American House                                                   | 2001 ID-Nr. 01000913 | 116 Main Street 43° 1′ 33″ N, 91° 10′ 26″ W | McGregor           |                                                        |
| 3     | American School of Wild Life Protection Historic District        |                                                                  | 1991 ID-Nr. 91001840 | McGregor Heights Road, nördlich von McGregor 43° 1′ 43″ N, 91° 10′ 33″ W | McGregor           |                                                        |
| 4     | Christian Bloedel Wagon Works                                    | Christian Bloedel Wagon Works                                    | 2009 ID-Nr. 09000765 | 524-526 Main Street 43° 1′ 13,7″ N, 91° 10′ 48,6″ W | McGregor           |                                                        |
| 5     | Carter House                                                     | Carter House                                                     | 1976 ID-Nr. 76000744 | 101 High Street 42° 51′ 19″ N, 91° 24′ 9″ W | Elkader            |                                                        |
| 6     | Clayton County Courthouse                                        | Clayton County Courthouse                                        | 1976 ID-Nr. 76000745 | 111 High Street 42° 51′ 19″ N, 91° 24′ 12″ W | Elkader            |                                                        |
| 7     | Clayton School                                                   | Clayton School                                                   | 1974 ID-Nr. 74000778 | 1st Street 42° 54′ 9″ N, 91° 8′ 45″ W | Clayton            |                                                        |
| 8     | Timothy Davis House                                              | Timothy Davis House                                              | 1976 ID-Nr. 76000746 | 405 1st Street 42° 51′ 23″ N, 91° 24′ 30″ W | Elkader            |                                                        |
| 9     | Dry Run Bridge                                                   |                                                                  | 1998 ID-Nr. 98000803 | Local street over Dry Run 42° 45′ 10″ N, 91° 22′ 8″ W | Littleport         |                                                        |
| 10    | Eckert House                                                     |                                                                  | 1984 ID-Nr. 84001216 | 413 South 1st Street 42° 46′ 55″ N, 91° 5′ 45″ W | Guttenberg         |                                                        |
| 11    | Effigy Mounds National Monument                                  | Effigy Mounds National Monument                                  | 1966 ID-Nr. 66000109 | Rund fünf Kilometer nördlich von Marquette am Iowa Highway 76 43° 3′ 51,5″ N, 91° 10′ 49,9″ W                                                                                   | Marquette          |                                                        |
| 12    | Elkader Downtown Historic District                               | Elkader Downtown Historic District                               | 2012 ID-Nr. 12000095 | Teile des 100. und des 200. Blocks der Main Street und der angrenzenden Straßen 42° 51′ 16,4″ N, 91° 24′ 16″ W                                                                  | Elkader            | Elkader Downtown Multiple Property Submission          |
| 13    | Elkader Keystone Bridge                                          | Elkader Keystone Bridge                                          | 1976 ID-Nr. 76000747 | Bridge Street 42° 51′ 17″ N, 91° 24′ 13″ W | Elkader            |                                                        |
| 14    | Elkader Opera House                                              | Elkader Opera House                                              | 1976 ID-Nr. 76000748 | 207 North Main Street 42° 51′ 19″ N, 91° 24′ 20″ W | Elkader            |                                                        |
| 15    | First Congregational Church                                      | First Congregational Church                                      | 1977 ID-Nr. 77000504 | Washington Street 42° 52′ 6″ N, 91° 14′ 16″ W | Garnavillo         |                                                        |
| 16    | Franklin Hotel                                                   | Franklin Hotel                                                   | 1999 ID-Nr. 99000740 | 102 Elkader Street 42° 41′ 1″ N, 91° 32′ 2″ W | Strawberry Point   |                                                        |
| 17    | Front Street (River Park Drive) Historic District                | Front Street (River Park Drive) Historic District                | 1984 ID-Nr. 84001222 | River Park Drive zwischen Lessing Street und Pearl Street; ebenso South 1st Street, Prince Street, Goethe Street, Herder Street und Schiller Street 42° 46′ 56″ N, 91° 5′ 42″ W | Guttenberg         | Second set of addresses represents a boundary increase |
| 18    | Fuerste House                                                    | Fuerste House                                                    | 1984 ID-Nr. 84001223 | 503 South 1st Street 42° 46′ 54″ N, 91° 5′ 45″ W | Guttenberg         |                                                        |
| 19    | Garnavillo Township Bridge                                       |                                                                  | 1998 ID-Nr. 98000807 | Rund drei Kilometer westlich von Garnavillo 42° 51′ 47″ N, 91° 16′ 57″ W | Garnavillo         |                                                        |
| 20    | Garnavillo Township Culvert                                      |                                                                  | 1998 ID-Nr. 98000805 | Rund zwei Kilometer westlich von Garnavillo 42° 52′ 4″ N, 91° 16′ 10″ W | Garnavillo         |                                                        |
| 21    | Goedert Meat Market                                              | Goedert Meat Market                                              | 1996 ID-Nr. 96001159 | 322 Main Stree 43° 1′ 21,6″ N, 91° 10′ 40,2″ W | McGregor           |                                                        |
| 22    | Guttenberg Corn Canning Co.                                      | Guttenberg Corn Canning Co.                                      | 1984 ID-Nr. 84001226 | 413 North 3rd Street 42° 47′ 18″ N, 91° 6′ 5″ W | Guttenberg         |                                                        |
| 23    | Guttenberg National Fish Hatchery and Aquarium Historic District | Guttenberg National Fish Hatchery and Aquarium Historic District | 1991 ID-Nr. 91001833 | 315 South River Park Drive 42° 47′ 1″ N, 91° 5′ 41″ W | Guttenberg         |                                                        |
| 24    | Guttenberg State Bank                                            | Guttenberg State Bank                                            | 1984 ID-Nr. 84001228 | 15 Goethe Street 42° 46′ 59″ N, 91° 5′ 47″ W | Guttenberg         |                                                        |
| 25    | I.O.O.F. Hall                                                    | I.O.O.F. Hall                                                    | 1979 ID-Nr. 79000890 | Centre Street 42° 52′ 5″ N, 91° 14′ 10″ W | Garnavillo         |                                                        |
| 26    | Kolker House                                                     | Kolker House                                                     | 1984 ID-Nr. 84001230 | 110 Goethe Street 42° 46′ 58″ N, 91° 6′ 35″ W | Guttenberg         |                                                        |
| 27    | Lakeside Ballroom                                                | Lakeside Ballroom                                                | 2002 ID-Nr. 01001539 | 1202 North 4th Street 42° 46′ 22,2″ N, 91° 5′ 59,8″ W | Guttenberg         |                                                        |
| 28    | Mallory Township Bridge                                          |                                                                  | 1998 ID-Nr. 98000809 | Rund zwei Kilometer südwestlich von Osterdock 42° 43′ 8″ N, 91° 10′ 42″ W | Mallory Township   |                                                        |
| 29    | Matt-Bahls House                                                 | Matt-Bahls House                                                 | 1984 ID-Nr. 84001232 | 615 South 3rd Street 42° 46′ 24″ N, 91° 5′ 53″ W | Guttenberg         |                                                        |
| 30    | McClaine House                                                   |                                                                  | 1984 ID-Nr. 84001234 | 300 South 1st Street 42° 47′ 3″ N, 91° 5′ 50″ W | Guttenberg         |                                                        |
| 31    | McGregor Commercial Historic District                            | McGregor Commercial Historic District                            | 2002 ID-Nr. 02001033 | 100-300 Main Street sowie 100 und 200 A Street 43° 1′ 26″ N, 91° 10′ 33″ W | McGregor           |                                                        |
| 32    | Mederville Bridge                                                | Mederville Bridge                                                | 1998 ID-Nr. 98000808 | Brücke über den Volga River 42° 45′ 50″ N, 91° 25′ 17″ W | Mederville         |                                                        |
| 33    | Monona Township Culvert                                          |                                                                  | 1998 ID-Nr. 98000806 | Rund zwei Kilometer südwestlich von Luana 43° 2′ 39″ N, 91° 28′ 35″ W | Luana              |                                                        |
| 34    | Moser Stone House                                                |                                                                  | 1984 ID-Nr. 84001236 | 211 South 1st Street 42° 47′ 4″ N, 91° 5′ 49″ W | Guttenberg         |                                                        |
| 35    | Motor Townsite                                                   | Motor Townsite                                                   | 1977 ID-Nr. 77000502 | Osten von Elkader 42° 48′ 28″ N, 91° 21′ 5″ W | Elkader            |                                                        |
| 36    | Nieland House                                                    |                                                                  | 1984 ID-Nr. 84001238 | 715 South 1st Street 42° 46′ 43″ N, 91° 5′ 45″ W | Guttenberg         |                                                        |
| 37    | Parker House                                                     | Parker House                                                     | 1984 ID-Nr. 84001240 | 1015 South 2nd Street 42° 46′ 34″ N, 91° 5′ 51″ W | Guttenberg         |                                                        |
| 38    | Rialto Price House                                               | Rialto Price House                                               | 1976 ID-Nr. 76000749 | 206 Cedar Street 42° 51′ 16″ N, 91° 24′ 25″ W | Elkader            |                                                        |
| 39    | Read Township Culvert                                            |                                                                  | 1999 ID-Nr. 99000308 | County Highway C1X 42° 50′ 1″ N, 91° 19′ 8″ W | Read Township      |                                                        |
| 40    | Joseph "Diamond Jo" Reynolds Office Building and House           | Joseph "Diamond Jo" Reynolds Office Building and House           | 1982 ID-Nr. 82002614 | A Street Ecke Main Street 43° 1′ 32″ N, 91° 10′ 34″ W | McGregor           |                                                        |
| 41    | Round Barn, Millville Township                                   | Round Barn, Millville Township                                   | 1986 ID-Nr. 86001423 | U.S. Highway 52 42° 42′ 56″ N, 91° 5′ 4″ W | Millville Township |                                                        |
| 42    | St. Joseph Church and Parish Hall                                | St. Joseph Church and Parish Hall                                | 1976 ID-Nr. 76000750 | 330 1st Street 42° 51′ 5″ N, 91° 24′ 13″ W | Elkader            |                                                        |
| 43    | St. Mary’s Catholic Church Historic District                     | St. Mary’s Catholic Church Historic District                     | 2004 ID-Nr. 04000817 | 502, 518, und 520 South 2nd Street sowie 214 Herder Street 42° 46′ 52″ N, 91° 5′ 38″ W                                                                                          | Guttenberg         |                                                        |
| 44    | St. Olaf Auditorium                                              | St. Olaf Auditorium                                              | 1994 ID-Nr. 94001446 | 118 South Main Street 42° 55′ 40″ N, 91° 23′ 10″ W | St. Olaf           |                                                        |
| 45    | St. Peters United Evangelical Lutheran Church                    | St. Peters United Evangelical Lutheran Church                    | 1976 ID-Nr. 76000743 | U.S. Highway 52 42° 49′ 21″ N, 91° 11′ 15″ W | Ceres              |                                                        |
| 46    | Schmidt House                                                    | Schmidt House                                                    | 1977 ID-Nr. 77000503 | 101 Oak Street 42° 51′ 11″ N, 91° 24′ 26″ W | Elkader            |                                                        |
| 47    | Peter Stauer House                                               | Peter Stauer House                                               | 2003 ID-Nr. 03000914 | 629 Main Street 43° 1′ 7″ N, 91° 10′ 55″ W | McGregor           |                                                        |
| 48    | J.C. Stemmer House                                               | J.C. Stemmer House                                               | 1976 ID-Nr. 76000751 | 113 Oak Street 42° 51′ 13″ N, 91° 24′ 29″ W | Elkader            |                                                        |
| 49    | Stone Barn                                                       |                                                                  | 1984 ID-Nr. 84001244 | 12 Goethe Street 42° 46′ 58″ N, 91° 6′ 30″ W | Guttenberg         |                                                        |
| 50    | Turkey River State Preserve Archeological District               |                                                                  | 1990 ID-Nr. 90000774 | Adresse nicht veröffentlicht | Millville          |                                                        |
| 51    | Valley Mills                                                     | Valley Mills                                                     | 1976 ID-Nr. 76000752 | Östlich von Garnavillo 42° 51′ 50″ N, 91° 11′ 34″ W | Garnavillo         |                                                        |
| 52    | Weber House                                                      | Weber House                                                      | 1984 ID-Nr. 84001247 | 822 South River Park Drive 42° 46′ 37″ N, 91° 5′ 43″ W | Guttenberg         |                                                        |
| 53    | Wehmer House                                                     | Wehmer House                                                     | 1984 ID-Nr. 84001249 | 910 South River Park Drive 42° 46′ 34″ N, 91° 5′ 43″ W | Guttenberg         |                                                        |